# Haaregels
De haaregels of gymnuren (Galericinae) vormen een onderfamilie van de egels (Erinaceidae), net als de stekelegels (Erinaceinae). In tegenstelling tot deze laatste hebben ze geen stekels en worden ze daarom haaregels genoemd. Galericinae komen voor in Oost-Azië en Zuidoost-Azië.

## Indeling
De onderfamilie van de haaregels is onderverdeeld in 6 geslachten.
- Echinosorex Blainville, 1838 (Grote haaregels)
- Hylomys S. Müller, 1838
- Neohylomys Shaw and Wong, 1959
- Neotetracus Trouessart, 1909
- Otohylomys Bannikova et al., 2014
- Podogymnura Mearns, 1905